# 石大华
石大华（1951年10月—）是一位中国企业家。

## 生平
湖北赤壁人。1969年12月加入中国共产党。西南交通大学管理工程系工程管理专业毕业，中国社会科学院研究生院法学系经济法专业在职研究生学历。历任铁道部第17局处长、党委副书记、党委书记，中国铁道建筑总公司党委副书记，中国铁路工程总公司党委副书记、书记/董事长、中国中铁股份有限公司董事长等职2010年4月任国有重点大型企业监事会主席(副部长级)。2015年4月任中国五矿集团公司外部董事。